# Eptesicus brasiliensis
Eptesicus brasiliensis é uma espécie de morcego da família Vespertilionidae. Ocorre de Veracruz (México) ao sul até o norte da Argentina, Paraguai e Uruguai; incluindo Trinidad e Tobago.